# El Hadjira
El Hadjira è un comune dell'Algeria, situato nella provincia di Ouargla.